# Acutaspis arbelaezi
Acutaspis arbelaezi är en insektsart som beskrevs av Alfred Serge Balachowsky 1959. Acutaspis arbelaezi ingår i släktet Acutaspis och familjen pansarsköldlöss.
Artens utbredningsområde är Colombia. Inga underarter finns listade i Catalogue of Life.